# Isopterygium borneense
Isopterygium borneense är en bladmossart som beskrevs av Brotherus och Theodor Carl Karl Julius Herzog 1926. Isopterygium borneense ingår i släktet Isopterygium och familjen Hypnaceae. Inga underarter finns listade i Catalogue of Life.